# 13227 Poor
13227 Poor è un asteroide della fascia principale. Scoperto nel 1997, presenta un'orbita caratterizzata da un semiasse maggiore pari a 3,1650489 UA e da un'eccentricità di 0,1000181, inclinata di 5,24046° rispetto all'eclittica.